# Manteltiere
Die Manteltiere (Tunicata, Urochordata) sind ein weltweit rein marin verbreiteter Unterstamm der Chordatiere. Sie leben als sessile Tiere auf dem Meeresboden (Seescheiden) oder planktonisch (Salpen, Appendikularien). Manteltiere können als Einzeltiere oder als Kolonien auftreten. Ihr Name leitet sich von einem Mantel (Tunica) aus Tunicin (Cellulose) ab. Es gibt rund 3000 Arten.

## Merkmale
Wichtiges Merkmal ist ein Cuticularmantel, der von der einschichtigen Epidermis abgeschieden wird und – einmalig im Tierreich – das Polysaccharid Cellulose enthält.
Eine Besonderheit der Tunicata, welche sonst hauptsächlich von den Insekten bekannt ist, ist, dass ihr Herz die Möglichkeit hat, die Richtung des Blutflusses innerhalb kürzester Zeit zu ändern. Nachdem das Blut vom Herz eine gewisse Zeit in den Kiemendarm getrieben wurde, bleibt das Herz eine kurze Zeit stehen und wechselt die Pumprichtung des Blutes, sodass der Magen versorgt wird.

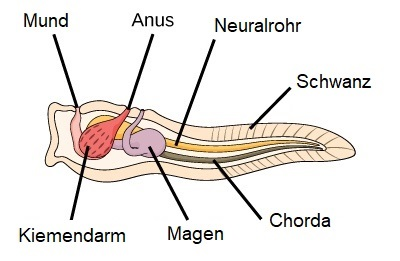
Schematische Darstellung einer Larve

Ihre Zugehörigkeit zu den Chordaten ergibt sich aus der Organisation der Larven, bei denen der Ruderschwanz von einer Chorda dorsalis und einem Neuralrohr durchzogen wird. Bei den pelagisch lebenden Appendicularien gilt dies sogar für die Imago, da sich nur bei sessiler Lebensweise das Neuralrohr zurückbildet. Dessen Funktion wird dann von einem Oberschlundganglion und seinen ausstrahlenden Nerven übernommen. Den Manteltieren fehlen auch die nierenartigen Nephridien, weshalb die Exkretion über die Darmoberfläche oder über Speicherzellen erfolgt. Das Blutsystem ist offen (lakunär). Charakteristisch ist eine Ein- und Ausströmöffnung für das Atemwasser und die Planktonnahrung. Die Pumprichtung des Herzens wird in regelmäßigen Abständen umgekehrt.

## Ernährungsweise
Manteltiere sind mikrophage Filtrierer. Der Kiemendarm der Tunicata besitzt zahlreiche Spalten, die wie ein Sieb funktionieren. Mittels Zilien an der Mundregion wird ein Wasserstrom erzeugt, der Nahrungspartikel durch den reusenartigen Kiemenkorb treibt. Am Grund des Kiemendarms liegt die Hypobranchialrinne, das sogenannte Endostyl. Sie produziert einen Schleim, der die eingestrudelten Nahrungspartikel regelrecht aufrollt und schließlich dem Verdauungsteil des Darmes zuführt. Bei adulten Salpen öffnet sich der Peribranchialraum zu einer Ausströmöffnung hin. Hier finden sich auch die Öffnungen des Enddarms und der Geschlechtsöffnungen in einen Kloakenraum. Die Hypobranchialrinne lässt sich wegen ihrer Fähigkeit, Iod aufzunehmen, mit der Schilddrüse der Wirbeltiere in eine Entwicklungsreihe stellen.

## Fortpflanzung
Sehr auffällig sind auch die komplizierten Fortpflanzungsverhältnisse mancher Manteltierklassen: Es kann ein Wechsel zwischen geschlechtlicher und ungeschlechtlicher Generation vorkommen (Salpen).
Überhaupt ist die ungeschlechtliche Vermehrung weit verbreitet. Sie führt vielfach zu charakteristischen Kolonienbildungen, wenn die Tochtertiere beisammenbleiben. Die Salpen bilden Ketten, die Feuerwalzen sind ausschließlich als Kolonien bekannt, und auch die Seescheiden entwickeln z. T. Stöcke oder Kolonien von typischer Form.

## Innere Systematik
Traditionell werden die Manteltiere in drei Subtaxa im Rang von Klassen eingeteilt:
- Appendikularien (Larvacea)
- Seescheiden (Ascidiacea)
- Salpen (Thaliacea)

Von diesen drei Klassen bilden die Seescheiden nach DNA-Sequenzanalysen kein Monophylum. Ein Kladogramm zeigt die tatsächliche Verwandtschaft:
|  | Phlebobranchia („Seescheiden“) |
|  |                                |
|  | Thaliacea (Salpen)             |
|  |                                |

|  | Aplousobranchia („Seescheiden“) |
|  |                                 |
|  | Larvacea (Appendikularien)      |
|  |                                 |

|  | Phlebobranchia („Seescheiden“) |
|  |                                |
|  | Thaliacea (Salpen)             |
|  |                                |

|  | Aplousobranchia („Seescheiden“) |
|  |                                 |
|  | Larvacea (Appendikularien)      |
|  |                                 |

|  | Phlebobranchia („Seescheiden“) |
|  |                                |
|  | Thaliacea (Salpen)             |
|  |                                |

|  | Aplousobranchia („Seescheiden“) |
|  |                                 |
|  | Larvacea (Appendikularien)      |
|  |                                 |

|  | Phlebobranchia („Seescheiden“) |
|  |                                |
|  | Thaliacea (Salpen)             |
|  |                                |

|  | Aplousobranchia („Seescheiden“) |
|  |                                 |
|  | Larvacea (Appendikularien)      |
|  |                                 |